# Harpsichorduo
Harpsichorduo albo Harpsichorduo - Johann Sebastian Bach, Wilhelm Friedemann Bach, Wolfgang Amadeus Mozart – wspólny album dwóch klawesynistek: Polki Elżbiety Stefańskiej i jej uczennicy, Japonki Mariko Kato, wydany 7 marca 2017 przez DUX (nr kat. DUX 1337). Artystki prezentują utwory o charakterze wirtuozowskim, skomponowane przez Jana Sebastiana Bacha, jego syna Wilhelma Friedemanna i Wolfganga Amadeusza Mozarta, przeznaczone na dwa klawesyny. Płyta uzyskała nominację do Fryderyka 2018 w kategorii Album Roku Muzyka Dawna.

## Lista utworów

### Johann Sebastian Bach -Koncert C-dur na 2 klawesyny, BWV 1061
- 1. I no tempo indicated [7:09]
- 2. Adagio ovvero largo [4:04]
- 3. III Fuga. Vivace [5:27]

### Wilhelm Friedemann Bach -Sonata F-dur na 2 klawesyny, F. 10
- 4. I Allegro e moderato [8:25]
- 5. II Andante [5:03]
- 6. III Presto [3:40]

### Wolfgang Amadeus Mozart -Sonata D-dur na 2 klawesyny, KV 448/375a
- 7. I Allegro con spirito [8:43]
- 8. II Andante [8:29]
- 9. III Allegro molto [7:10]